# Episymploce ridleyi
Episymploce ridleyi es una especie de cucaracha del género Episymploce, familia Ectobiidae.

## Distribución
Esta especie se encuentra en Singapur e Indonesia.